# Caserna de la Montaña

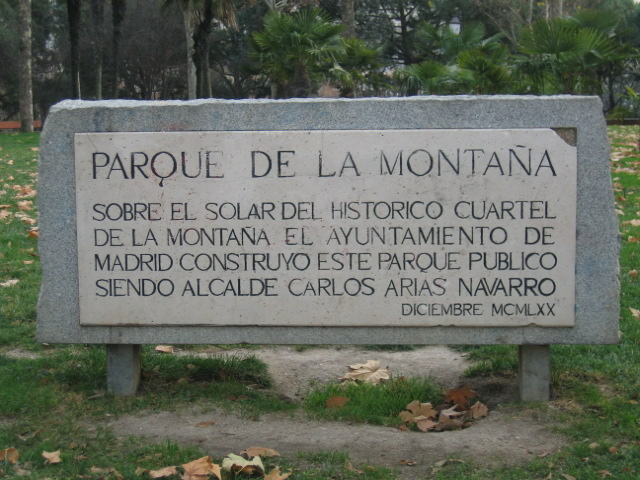
Placa commemorativa

La Caserna de la Montaña va ser una edificació militar de Madrid construït durant el segle xix, situada en la Muntanya del Príncipe Pío. Va aconseguir gran notorietat per tractar-se del lloc en el qual es va iniciar la revolta militar de juliol de 1936 a la capital espanyola.

## Història
S'alçava sobre la muntanya del Príncep Pío de Madrid, sobre el lloc on les tropes franceses de l'exèrcit de Napoleó van afusellar els revoltats de l'alçament de 1808. La construcció va començar el 1860 sota la direcció d'Ángel Pozas, i es va acabar el 1863. Va costar uns 20 milions de rals, bastant elevat per a l'època. Es va finançar en bona part amb els fons obtinguts per l'Estat després de la desamortització civil i eclesiàstica de 1858–1863 (coneguda com a desamortització de Madoz). Es tractava d'un sòlid edifici de maó i granit de gran sobrietat, de planta quadrangular i dos patis, amb capacitat per albergar una guarnició de 2.600 a 3.000 soldats d'infanteria, enginyers i un grup d'enllumenat. La Caserna es va construir en el que llavors eren els ravals de Madrid. Constituïen el primer punt del camí militar que, arrencant en el principi del carrer de Bailén, passava enfront del Palau Real i el declivi del carrer de Segovia i s'hauria acabat a les Vistillas de San Francisco i caserna del mateix nom, que finalment no es va fer.

### Guerra civil espanyola
La seva rellevància prové del seu paper en la revolta militar de 1936 a Madrid. El 19 de juliol de 1936, el general Fanjul, militar sense comandament de tropes a Madrid, però encarregat de la revolta de la ciutat, va entrar, vestit de civil, en la caserna de la Montaña. No obstant això, en lloc de sortir amb les tropes per prendre els punts vitals de la capital, va proclamar simplement l'estat de guerra i es va fer fort juntament amb 1.500 dels seus homes (dels quals uns 140 eren cadets de permís a la capital) i uns 180 falangistes a la Caserna de la Montaña. Esperava que arribessin reforços des de les guarnicions de Campamento, Getafe i Cuatro Vientos, tots llocs on la rebel·lió va ser sufocada poc després. A la Caserna de la Montaña es guardaven diverses desenes de milers de forrellats de fusells, la falta dels quals feia inútils els corresponents fusells, en mans del govern.
Aquella tarda, la caserna va ser envoltada per tropes lleials al govern de la República, Guàrdia d'Assalt, Guàrdia Civil i milícies populars, fortament armades (artilleria de 105 i 155 mm., aviació…). A l'alba del dia 20, va començar el canoneig de la caserna dirigida pel tinent d'artilleria Orad de la Torre. Els revoltats només van resistir algunes hores. Les diferències d'opinió entre els propis revoltats van portar uns a enarborar la bandera blanca mentre uns altres seguien disparant sobre els assaltants. Quan es va utilitzar l'aviació contra ells, la Guàrdia Civil va forçar la presa de la caserna, que va ser pràcticament destruïda en l'intent. L'entrada dels milicians assaltants es va traduir en l'assassinat de la major part dels revoltats, especialment els oficials-cadets (noranta d'uns cent quaranta) i els falangistes. Es van comptabilitzar entre 500 i 900 morts. El tinent Moreno, de la Guàrdia d'Assalt, va capturar el general Fanjul, el seu fill, tinent mèdic, i altres oficials, que va enviar a la presó. Després de ser jutjats el 15 d'agost per rebel·lió militar, van ser afusellats aquest mateix mes.
L'edifici, que ja hi era molt danyat durant el setge i posterior assalt, va rebre durant la guerra l'impacte de nombrosos projectils d'artilleria a causa de la seva proximitat amb la línia de front, pràcticament estabilitzada des de l'inici de 1937. Cap al final de la contesa només en romania un conjunt de ruïnes irrecuperables, algunes de les quals podien encara veure's a principi dels anys seixanta.

### Franquisme
Després de la guerra es van barrejar diverses idees per aprofitar el solar, com per exemple, l'edificació de la Casa de la Falange o la construcció d'un nou ministeri. Cap projecte va tirar endavant i el solar va ser finalment cedit a l'Ajuntament de Madrid perquè el destinés a jardí públic.
El parc de la Caserna de la Montaña va ser inaugurat el 20 de juliol de 1972, i en record dels homes que van morir en la seva defensa es va erigir un monument (el 1972 encara era en el poder el dictador Francisco Franco), fet per Joaquín Vaquero Turcios i compost per una figura de bronze que representa el cos d'un home mutilat, col·locada en el centre d'una paredassa construïda en forma de sacs terrers.
El mateix dia també va ser inaugurat el Temple de Debod al mateix parc, al solar que havia ocupat la caserna.